# Wasserburg Alt Barenaue
Die Wasserburg Alt Barenaue ist eine Wasserburg in Kalkriese in der Gemeinde Bramsche im Landkreis Osnabrück in Niedersachsen. Die Niederungsburg befindet sich auf einer Sandinsel des Großen Moors am Fuße des Kalkrieser Bergs.

## Geschichte
Der Ursprung der Burg Alt Barenaue liegt im Dunkeln, vermutlich wurde sie im 13. Jahrhundert errichtet. Die Besitzer aus dem Geschlecht von Bar erscheinen erstmals 1204 unter den Ministerialen des Bistums Osnabrück. Die Existenz der Burg ist für das Jahr 1305 nachgewiesen. 1341 wird die Anlage „castro dicto tor bernowe“ genannt, auch muss zu dieser Zeit eine Burgkapelle bestanden haben. Die Eigentümer sind bis heute die Herren von Bar. Im 15. Jahrhundert bewohnten aber mehrere Linien der Familie die Burg, wobei sie sich nicht nur das Grundstück, sondern auch die Wohnräume teilten. 1482 saß auf der Burg wieder nur eine Linie, da die anderen Familienzweige die Niedere Burg und die Rotenburg errichtet hatten. 1651 ist die Burg mit Ausnahme des Bergfrieds abgebrannt. Dieser wurde dann 1661 im Zuge des ab 1658 laufenden Wiederaufbaus als vierflügelige Schlossanlage abgerissen. Spätere Umbauten an diesem Schloss umfassten u. a. das Hinzufügen von Ecktürmen im Norden und Süden. Ab dem 18. Jahrhundert verfiel das Schloss. Unter Herbord Sigismund Ludwig von Bar (1763–1844) wurden der Südostflügel, die Kapelle und einzelne Teile des Herrenhauses abgerissen. Auf den Fundamenten des Herrenhauses wurde ein zweigeschossiger Neubau im klassizistischen Stil errichtet. Das Schloss diente später nur noch als Nebensitz der Familie, Hauptsitz wurde das 1 km südwestlich gelegene, von 1857 bis 1862 im neoromanischen Stil erbaute Schloss Neu Barenaue.

## Beschreibung
Die Burg Alt Barenaue gehört zu den Wasserburgen mit rundem Grundriss, die bis zur Mitte des 14. Jahrhunderts die übliche Bauweise im Osnabrücker Land darstellten. Von ihrem Aussehen im 16. Jahrhundert zeugt ein einmaliges Objekt, die vollplastische Darstellung der Burg als Deckelbekrönung eines Bechers. Die Befestigung wird durch einen Zaun aus mächtigen Holzplanken gebildet, der von einem Burggraben umgeben ist. An den zentral gelegenen, mit einem Walmdach und Kamin versehen Bergfried schließt sich ein Wohngebäude an.
Nach der Brandkatastrophe von 1651 wurde die Anlage als vierflügeliges Schloss wieder aufgebaut. Ihr Aussehen lässt sich anhand zweier älterer, undatierter Grundrisspläne rekonstruieren. An eine leicht trapezförmigen Anlage waren am Nordeck ein quadratischer und am Südeck ein runder Turm wahrscheinlich nachträglich angefügt worden. Der Ostturm besteht aus einem vorspringenden Gebäudeteil, in dem die Latrinen untergebracht waren. Unmittelbar westlich des Torgebäudes stand eine Kapelle. Das Wasser für den Springbrunnen im Schlosshof wurde durch eine mehrere Kilometer lange Holzleitung vom Kalkrieser Berg herangeführt.
Heute sind von dem Baubestand des 17. Jhs. noch das Torgebäude aus dem Jahre 1689 mit achteckigem Fachwerkturm, der angrenzende Marstall, die Wagenremise, das Bauhaus und Teile des Herrenhauses erhalten. Hervorzuheben sind ferner die Bibliothek und die alte Gerichtslinde. Die Gräfte zwischen Haupt- und Vorburg wurde verfüllt.
Die Anlage mit einem Wohngebäude und Ställen ist jedoch nur von außen zu besichtigen.